# Фемістокліс Цимопулос
Фемістокліс Цимопулос (англ. Themistoklis Tzimopoulos, грец. Θεμιστοκλής Τζημόπουλος, нар. 20 листопада 1985, Козані, Греція) — новозеландський футболіст грецького походження, захисник, півзахисник клубу «ПАС Яніна» та національну збірну Нової Зеландії.

## Клубна кар'єра
У дорослому футболі дебютував 2003 року виступами за команду клубу «Акратітос», в якій провів три сезони, взявши участь у 14 матчах чемпіонату. 
Своєю грою за цю команду привернув увагу представників тренерського штабу клубу «Верія», до складу якого приєднався 2006 року. Відіграв за клуб з міста Верія наступні три сезони своєї ігрової кар'єри.
Згодом з 2008 по 2010 рік грав у складі команд клубів «Керкіра» та «Етнікос Астерас».
До складу клубу «ПАС Яніна» приєднався 2010 року. Відтоді встиг відіграти за клуб з Яніни 170 матчів в національному чемпіонаті.

## Виступи за збірну
2015 року дебютував в офіційних матчах у складі національної збірної Нової Зеландії.
У складі збірної був учасником кубка націй ОФК 2016 року у Папуа Новій Гвінеї, здобувши того року титул переможця турніру, розіграшу Кубка конфедерацій 2017 року у Росії.

## Титули і досягнення
- Володар Кубка націй ОФК: 2016